# 奥野一成
奥野 一成（おくの かずしげ）は日本の投資家（ファンドマネージャー）。農林中金バリューインベストメンツ株式会社の常務取締役・最高投資責任者 (CIO)。日本では数少ない「長期厳選投資」を掲げるファンドマネージャーの一人。現在、農林中金バリューインベストメンツで主に機関投資家向けの日本株と米国株の集中ファンド運用と、公募設定された「農林中金＜パートナーズ＞おおぶね」シリーズの運用を行っている。趣味は釣り、麻雀。著書『ビジネスエリートになるための 教養としての投資』はベストセラーであり、高校生のための金融教育教材を無償提供するなど若年層向けの投資教育にも携わっている。

## 経歴
- 1992年 京都大学法学部卒業
- 1992年 日本長期信用銀行営業第一部にて大企業向け融資営業（非鉄金属業界を担当）
- 1995年 長銀証券にて債券トレーディングに従事（JGB、利金債、事業債、オプション）
- 1998年 UBS証券（東京・ロンドン）にてJGBを中心とする債券トレーディングに従事
- 2003年 ロンドン・ビジネス・スクール、ファイナンス学修士 (Master in Finance) 修了
- 2003年 農林中央金庫開発投資部オルタナティブ投資班にてヘッジファンド、プライベートエクイティファンドの投資に従事
- 2007年 農林中央金庫株式投資部アルファ株式投資班を立ち上げ、現在の原形となる「長期厳選型自己運用ファンド」を運用開始
- 2009年 農中信託銀行にチームを移籍。年金基金、機関投資家等の外部投資家向けファンドへの助言業務開始
- 2014年 現在投資助言業務に特化した体制構築を企図し設立された農林中金バリューインベストメンツに移籍し、現在に至る
- 2017年 投資信託「おおぶね」を提供開始。約4,000億規模の機関投資家向けの資産を預かるプロ向けファンドを一般向けに「おおぶね」として開放。

## 投資哲学とファンド評価

### 投資哲学
- 安く買って高く売る株券の売買が投資ではなく、投資とは企業のオーナーになることという基本的な考え方を日本でも広めたいと思っている。
- 投資の役割は、社会に価値を提供し続ける企業にお金を供給することであり、その企業の価値が向上し続けることで、投資家はその一部をリターンとして受け取ることができると考えている。
- 企業が社会に価値を提供し続けられるのは、その企業が社会の問題を解決し、世の中を豊かにしているからである。そういういいビジネスを一生懸命選び、お金を供給しオーナーになるのが投資家の役割。
- 長期投資できる会社には3つの条件をあげており「構造的に強靭な企業®」と呼ぶ。これら放っておいても儲かってしまう「売らなくていい会社」を厳選することで、危機に強く長期的に伸びる企業を選定している。
  1. 優れた商品・サービスで高い収益をあげているか＝「高付加価値」
  2. 他社が真似できない圧倒的な競争優位性があるか＝「競争優位性」
  3. 不可逆的で長期的な潮流にのっているか＝「長期潮流」
- 投資先を選定する際に、第一に重要なのはビジネスの構造、次いで経営者。会社の10年後を見て、その「儲かる構造」のタネを植えるのが経営者の役割。そういう意味で経営者には「投資家」の視点が求められると考えている。
- 投資先の現場を見ることをとても重要視している。企業文化は経営者ではなく「現場」をみることで初めて分かる。長期投資家のいいところは、毎年継続的に現場を見ていくことができるので投資先企業がどう変化しているか分かるところである。
- 企業訪問時は、過去の数字ではなく事業のことや競争環境や戦略など大きな話を聞く。企業との対話は「仮説と検証」を重要視しており、企業訪問時は、必ず農林中金バリューインベストメンツなりに、その企業についての仮説をチームで議論し資料にまとめ、経営者にプレゼンする。これは投資先選定時だけでなく投資を実施した後も徹底している。
- ファンドマネージャーとしてパフォーマンスは大事だが、投資家は長く株を保有するほど「何に投資しているのか」を知りたくなるため、顧客（投資家）と対話し、運用の考え方や企業について説明することも重要な責任だと考えており、投資先企業について定期的に顧客にできるだけ詳しく説明している[4]。
- 自身も運用している「おおぶね」ファンドに投資をしており、その積立の実績を毎月公開している。

### 「おおぶね」ファンド受賞歴
- Ｒ＆Ｉファンド大賞 2021受賞 投資信託部門／北米株式コアで「最優秀ファンド賞」
- Ｒ＆Ｉファンド大賞 2022受賞 投資信託部門／北米株式コアで「優秀ファンド賞」
- SBI証券の厳選アクティブファンドセレクション「SBIプレミアムチョイス」への選定
- 楽天証券のファンドアナリスト厳選「ファンドセレクション」に選出
- 「投信ブロガーが選ぶ！Fund of the Year 2019」において12位に選定
- 「投信ブロガーが選ぶ！Fund of the Year 2020」において10位に選定。アクティブファンドカテゴリー第2位に選定
- 「投信ブロガーが選ぶ！Fund of the Year 2021」において15位に選定。アクティブファンドカテゴリー第3位に選定
- 「日経トレンディ投信大賞 2021」ミドルリスクミドルリターン部門　大賞受賞

## 金融教育の活動実績
- 2022年度から実施される高等学校の家庭科授業に関連した教材の開発
- 京都大学 農林中金バリューインベストメンツ寄附講義「企業価値創造と評価」
- 家庭科教員向けの金融教育セミナー開催
- 著書『15歳から学ぶお金の教養 先生、お金持ちになるにはどうしたらいいですか？』
- 日本取引所グループ主催 JPXアカデミーオンライン講座
- 全国大学生 学生投資連合USICとの対談
- お金は「ありがとう」のしるし（投信協会協働）
- 高校生の“チャレンジ”を応援する月刊フリーマガジン『ch FILES』にインタビュー記事掲載
- 学生投資連合が発行する金融情報誌SPOCKにて対談記事の掲載
- ファイナンシャルアカデミーへの登壇
- ゼロ高等学院の基礎教育「マネーリテラシー」にて投資教育プログラムの提供を開始
- 「投資のことをイチから教えて！投資業界の有名人に、シノちゃんが突撃取材！」楽天証券 トウシル企画

## 著書
- 『「市場」ではなく「企業」を買う株式投資』（2013年、きんざい）ISBN 978-4322123678 京都大学川北英隆教授らとの共著
- 『京都企業が世界を変える―企業価値創造と株式投資』（2015年、きんざい）ISBN 978-4322126730 京都大学川北英隆教授との共著
- 『京都大学で学ぶ企業経営と株式投資 ―一流経営者とプロ投資家によるリレー講義録』（2016年、きんざい）ISBN 978-4322128543 京都大学 川北英隆教授との共著
- 『京都大学の経営学講義 いま日本を代表する経営者が考えていること』（2017年、ダイヤモンド社）ISBN 978-4478084120 京都大学川北英隆教授との共著
- 『京都大学の経営学講義II 一流の経営者は、何を考え、どう行動し、いかにして人を惹き付けるのか?』（2018年、ダイヤモンド社）ISBN 978-4478084335 京都大学川北英隆教授との共著
- 『京都大学の経営学講義Ⅲ 経営者はいかにして、企業価値を高めているのか？ 京都大学経済学部・人気講座完全聞き取りノート』（2019年、ダイヤモンド社）ISBN 978-4478084571 京都大学川北英隆教授との共著
- 『ビジネスエリートになるための 教養としての投資』（2020年、ダイヤモンド社）ISBN 978-4478109915
- 『15歳から学ぶお金の教養 先生、お金持ちになるにはどうしたらいいですか? 』（2021年、ダイヤモンド社）ISBN 978-4478112533

## メディア出演

### テレビ番組
- 日経モーニングプラス「投資のキモ」（2019年6月4日、BSジャパン）
- 賢者の選択「投資」が世の中をより良くする？会社のオーナーシップとその本質とは（2019年6月16日17日、日経CNBC|BS12 トゥエルビ|サンテレビ）
- 朝エクスプレス マーケットリーダー 新型コロナ相場にどう臨む 不安にならずに投資を続ける秘訣（2020年5月12日、日経CNBC）

### 雑誌
- 日経マネー2019年6月号 目利きに聞く2 農林中金バリューインベストメンツ 奥野一成さん米国の好調は今後も続く 規模と独自性が成長の鍵（2019年4月24日、日経BP）
- 日経トレンディ2019年7月号 森岡毅氏（日本“最強”マーケター）奥野一成氏（先駆的ファンドマネジャー）特別対談 投資マインドが日本を強くする（2019年5月2日、日経BP）
- 日経WOMAN2020年6月号 幸せになるお金の哲学 お金を貯めるのは何のため？ NHKEテレで話題の哲学者×哲学のある運用が人気の投資家が答える！（2020年5月7日、日経BP）
- 週刊エコノミスト2020年5月11日号 プロに学ぶコロナを乗り切る投資術＆ファンド（2020年5月11日、毎日新聞出版）
- 婦人画報　2022年3月1日発売 投資家、ファンドマネージャー、ファイナンシャルプランナーが語る、明るくわかりやすい株式投資の話 賢者の鼎談

### WEBメディア
- NewsPicksレギュラー番組「INVESTORS」(2021年7月15日公開)
- NewsPicks特別番組「人生100年時代の資産運用」
- ストーリー 駆ける投資家魂 バフェットを超えたい　凄腕ファンドマネジャーの情熱（2019年3月10日）日本経済新聞電子版
- 森岡 毅×奥野一成対談【前編】　日本の金融商品が分かりにくいワケ（2018年6月12日）日経クロストレンド
- 森岡 毅×奥野一成対談【後編】　金融業界のマーケティングに異議アリ（2018年6月13日）日経クロストレンド
- コロナと投資、NVIC奥野氏に聞く「真理や本質は変わらない」（2020年5月28日）Quick Money World
- ｢インデックス投資｣だけを続ける人は､高収入を得られる機会を逃している President Online
- 投資とはミッキーマウスに稼いでもらうこと？奥野一成さんの投資哲学 東証マネ部
- GAFAやテスラの株をあえて買わない理由、米国株投信の凄腕ファンドマネジャーに聞く ダイヤモンド・オンライン
- コロナ禍での株価上昇は「バブル」か？　今は株の「買い時」か「売り時」か？ THE 21Online

### 対談
- テレ東経済ニュースアカデミー 【前編】4,000億円を動かす男が語る長期投資(2021年7月10日)
- テレ東経済ニュースアカデミー 【後編】4,000億円を動かす男が語る負けない投資(2021年7月17日)
- G1経営者会議2017 「ESG投資」リスクと戦略～安藤聡×奥野一成×川島貴志×高野真
- 「構造的に儲かり、構造的に成長できる企業という視点」 青井浩 株式会社丸井グループ 代表取締役社長 代表執行役員×奥野 一成氏 農林中金バリューインベストメンツ株式会社 常務取締役（CIO）
- レオス・キャピタルワークス×農林中金バリューインベストメンツ ファンドマネージャー対談企画 SBI証券

### インタビュー
- SBI証券 投資の流儀
- SBI証券 米国株式長期厳選投資戦略について
- ＮＶＩＣ奥野一成常務取締役インタビュー「新型コロナ禍の社会と投資方向」（2020年8月5日）日本農民新聞